# Culhwch e Olwen
Culhwch e Olwen (gallese: Culhwch ac Olwen) è un racconto medievale gallese, uno dei più antichi del ciclo arturiano e della letteratura gallese. Il protagonista, Culhwch, deve superare una serie di prove per sposare la bella Olwen e chiede l'aiuto di suo cugino re Artù.
Il racconto sopravvive in due soli manoscritti: una versione completa nel Libro rosso di Hergest (ca. 1400) e una versione frammentaria nel Libro bianco di Rhydderch (ca. 1325). È il più lungo racconto in prosa gallese pervenutoci. Alcune caratteristiche del linguaggio farebbero risalire l'epoca della composizione all'XI secolo circa. Il titolo originale non appare in nessuna fonte.
Lady Charlotte Guest lo incluse nella raccolta del Mabinogion. Molti sono i particolari che lo rendono importante: la descrizione di Culhwch che cavalca, un passo citato di frequente per la sua vividezza; la lotta contro il terribile cinghiale Twrch Trwyth, che deriva da un archetipo della tradizione celtica; la lista dei servitori di re Artù, che conserva perle della tradizione gallese.

## Contenuto
Goleuddydd, moglie di re Cilydd ap Celyddon, muore dando alla luce Culhwuch. Re Cilydd si risposa. Una volta cresciuto, Culhwuch rifiuta di sposare la sua sorellastra secondo il volere della matrigna. Questa, offesa, gli pone un thynged: Culhwuch potrà sposare soltanto la bella Olwen, figlia del gigante Ysbaddaden Pencawr. Anche se non l'ha mai vista, Culhwuch si innamora subito di lei sentendone solo il nome. Suo padre lo avverte che non potrà mai trovarla senza l'aiuto di suo cugino Artù. Allora Culhwuch va alla corte di Artù di Celliwig in Cornovaglia. Artù accetta di aiutare Culhwuch e per cercare Olwen manda sei dei suoi più valorosi guerrieri con Culhwuch, tra cui Cai (Sir Kay), Bedwyr (Sir Bedivere) e Gwalchemei (Sir Gawain). Il gruppo incontra alcuni parenti di per cercare Culhwuch che conoscono Olwen e accettano di organizzare un incontro. Olwen è attratta da Culhwuch, ma non può lasciare suo padre Ysbaddaden perché il gigante è destinato a morire se sua figlia si dovesse sposare. Per acconsentire al matrimonio, Ysvbaddaden impone a Culhwuch una serie di imprese pericolosissime, sperando che il giovane venga sopraffatto in una di queste. Solo alcune imprese vengono descritte. Culhwuch le porta a termine e Ysbaddaden viene ucciso lasciando libera Olwen di sposare il suo amato.

## Struttura del testo
Il racconto contiene le tipiche caratteristiche dei racconti popolari (la nascita prodigiosa, la gelosia della matrigna, l'eroe si innamora di una sconosciuta al sentirne solo il nome ecc.), ma la storia d'amore serve da cornice ad altre storie minori.
Gli eventi narrati sono presi da due lunghi cataloghi e dalle avventure di re Artù e dei suoi uomini. Il primo catalogo è l'elenco dei duecento più grandi uomini, donne, cani, cavalli e spade che Culhwuch invoca per garantirsi l'appoggio di Artù. Il secondo catalogo è rappresentato dalle imprese che Culhwuch deve compiere. L'episodio più lungo è la caccia del cinghiale Twrch Trwyth, citata nella Historia Brittonum e probabilmente collegata al racconto irlandese Diarmuid Ua Duibhne. Il salvataggio di Mabon ap Modron dalla prigione acquatica ha molti paralleli in altre leggende celtiche. La ricerca del calderone di Diwrnach può essere collegato con i racconti su Bran il Benedetto e con il poema Le Spoglie di Annwn nel Libro di Taliesin. Probabilmente ha affinità con la ricerca del Graal.

## Influenza culturale
Probabilmente il racconto di Culhwuch e Olwen ha ispirato la storia di Beren e Lúthien ne Il Silmarillion di J.R.R. Tolkien.
L'autore umoristico Andrea Roncaglione si è liberamente ispirato alla saga per la sua opera "Culhwch - Apprendista eroe alla corte di re Artù" edita nel 2010.